# Der Hörwurm

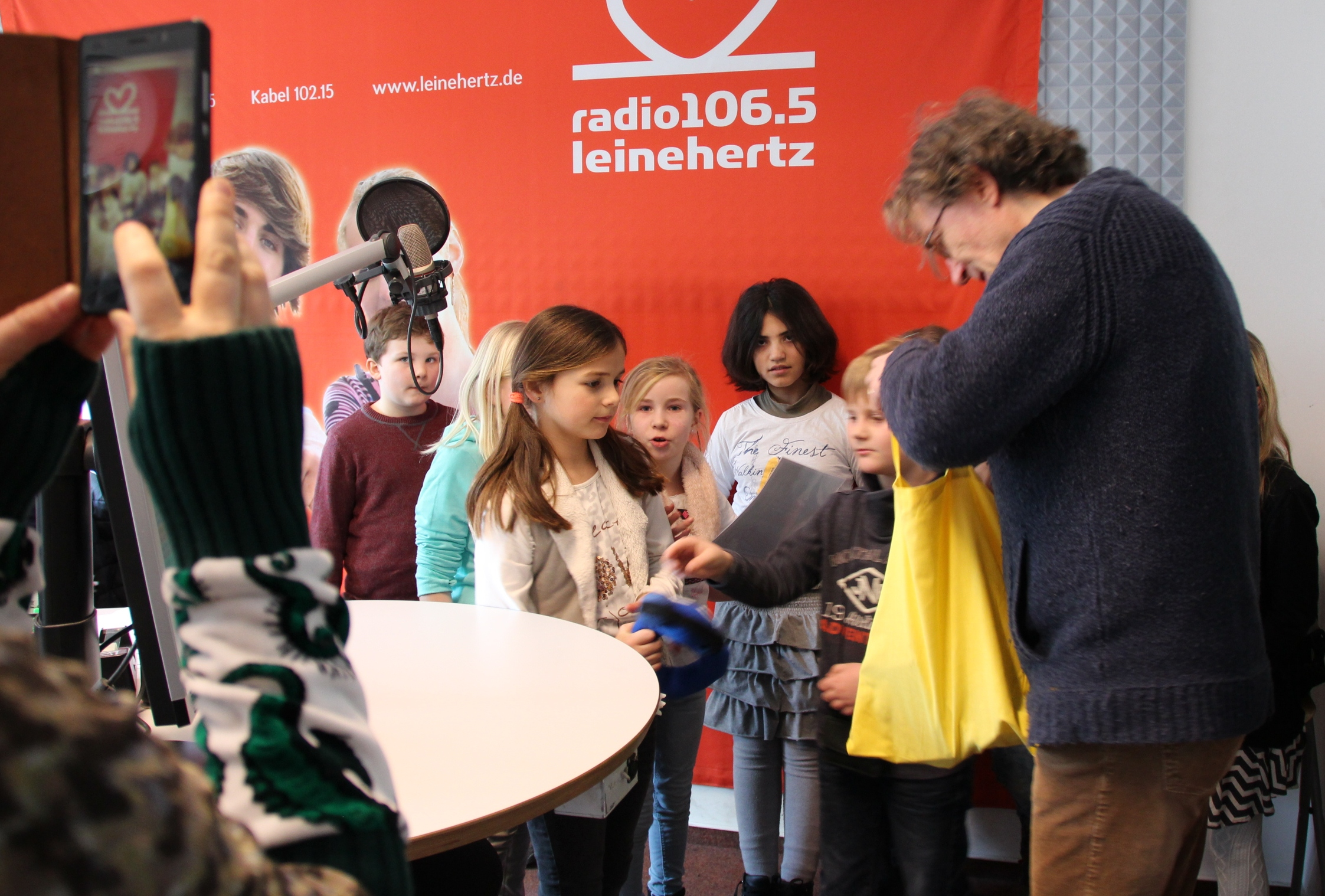
Preisverleihung Der Hörwurm 2016 an ein Hörspielteam der Freien Christlichen Schule Ostfriesland im Studio des Bürgerradios Leinehertz

Der Hörwurm ist ein Hörspielwettbewerb für Grundschüler in Niedersachsen. Der Wettbewerb ist ein Projekt der Medienberatung Niedersachsen in Zusammenarbeit mit den niedersächsischen Medienzentren sowie dem niedersächsischen Bürgerfunk.

## Rahmenbedingungen
Ziel der Initiatoren ist es, den Spracherwerb bei Kindern auf spielerische Weise zu fördern. Der Wettbewerb soll zu sprachlicher Kreativität herausfordern und auch zum Umgang mit neuen Medien ermutigen. Die Wettbewerbsbeiträge sollen eine Länge von zehn Minuten nicht überschreiten.
Die Qualität der Hörspiele wird insbesondere an der sprachlichen Umsetzung sowie an der akustischen und dramaturgischen Gestaltung gemessen.
Die Preise werden in der Regel in den Kategorien „Klasse 1–2“ und „Klasse 3–4“ vergeben. Die Gewinner des ersten und zweiten Platzes in beiden Kategorien gewinnen jeweils ein digitales Aufnahmegerät, einen Hörwurm als Stofftier sowie eine Hörspiel-CD.
Die Jury setzt sich zusammen aus zwei medienpädagogischen Beraterinnen und Beratern, aus einer Redakteurin des NDR und einem Vertreter von Radio Leinehertz 106.5. Ende des Jahres werden die eingereichten Beiträge bewertet und dann zu Beginn des Folgejahres prämiert. Die Preisübergabe erfolgt während einer Live-Sendung im Sendestudio des Bürgerradios Leinehertz in Hannover.